# Fileklemme
Fileklemme er et redskab til at holde fast om fx et savblad eller andre mindre genstande.
Fileklemmer, der bruges til at fastgøre et savblad, der skal skærpes ved filing, er som oftest af metal. På grund af pris- og lønudviklingen er det ikke så udbredt at slibe savtænder skarpe mere. De fleste køber blot en ny (billig) sav, fx en fukssvans, også kaldet håndsav.
Fileklemmer findes i mange sløjdlokaler, og kan ud over at fastholde savblade også kan bruges til at fastholde andre, mindre emner, der skal forarbejdes. Sidstnævnte filklemmetype er ofte fremstillet i træ.
Et kælenavn er »bedstemors tandsæt«. 